# Famille de Kergorlay
La famille de Kergorlay est une famille subsistante de la noblesse française, d'extraction féodale sur preuves de 1380. Originaire de Bretagne, elle compte parmi ses membres deux pairs de France, cinq députés et des officiers.

## Histoire
La famille de Kergorlay remonte sa filiation prouvée à Jean, seigneur de Kergorlay, marié en 1380. Les seigneurs de Kergorlay possédaient le château de Motreff , dans le Poher et dans l'actuel département du Finistère. Elle fut également possessionnée dans la région de Corlay, avec la seigneurie de Bocozel située en Haut-Corlay.
Elle a adhéré à l'ANF en 1933.
La famille de Kergorlay a formé deux branches subsistantes, représentées par les descendants des deux frères Gabriel de Kergorlay (1766-1830), pair de France de 1827 à 1830, et Florian de Kergorlay (1769-1856), pair de France de 1823 à 1830.

### Personnes non rattachées à la filiation prouvée
Pierre de Kergorlay fut tué à la bataille de Mons-en-Pévèle en 1304. Jean de Kergorlay fut tué à la bataille d'Auray en 1364.
Branche non rattachée :
- Pierre III de Kergorlay, sénéchal de Cornouaille, né vers 1240 à Motreff, décédé après 1283, épousa Thomasse de Lanvaux ;
  - Jean de Kergorlay, né vers 1260, décédé en 1310 à Motreff, seigneur de Kergorlay et de Quemper-Guézennec, épousa Alix d'Avaugour ;
    - Pierre IV de Kergorlay, né en 1295 à Motreff, décédé en 1326 à Motreff, épousa Jeanne de Rohan (née après 1270) ;
      - Jean II de Kergorlay, né en 1310, décédé en 1335, épousa Jeanne de Rieux (née en 1300, décédée après 1335) ;
        - Jean III de Kergorlay, né en 1335, épousa Marie de Léon et fut tué à la bataille d'Auray en 1364 ;
          - Jeanne de Kergorlay, née en 1363, décédée en 1396, ainée et principale héritière, épousa Raoul IX de Montfort.

## Personnalités
- Jean Thébaud de Kergorlay, seigneur du Cludon (décédé en 1433).[réf. nécessaire]
- Jean de Kergorlay, seigneur de Kersalaun, en Plouvien (Finistère), né en 1637 à Plouguin, mort le 5 octobre 1701 à Brest, maintenu noble en Bretagne le 26 mars 1671, époux de Marie de Kerlech, de la maison de Roscervo en Lampaul-Ploudalmézeau[4].
- Charles Louis de Kergorlay (1678-1721), seigneur de Trouzilit en Plouguin (Finistère)[réf. nécessaire]
- Alain Marie de Kergorlay (1715-1787), seigneur de Trogoff (Finistère), capitaine aux Gardes françaises, brigadier des armées du Roi, maréchal de camp le 3 janvier 1770, lieutenant-général le 1er janvier 1784, chevalier de Saint-Louis[réf. nécessaire]
- Gabriel-Louis-Marie de Kergorlay (1766-1830), capitaine de cavalerie en 1788, conseiller général et député de la Manche de 1820 à 1827, pair de France le 5 novembre 1827, baron-pair héréditaire le 15 avril 1829, l'un des meneurs les plus déterminés de la faction des Ultras[5]
- Florian de Kergorlay (1769-1856), député de l'Oise en 1815-1816 et de 1820 à 1823[6], pair de France le 23 décembre 1823, président du Conseil général de l'Oise, baron-pair héréditaire le 9 mars 1826
- Hervé de Kergorlay (1803-1873), député de la Manche[7]
- Louis de Kergorlay (1804-1880), député de l'Oise[8]
- Pierre Henri Ernest de Kergorlay (1847-1919), auditeur au Conseil d'État, député de la Haute-Loire[9]
- Omer Louis Marie Charles Hervé de Kergorlay (né en 1880), chevalier de la Légion d'honneur, lieutenant de vaisseau (de réserve)[10].
- Yves-Louis Marie de Kergorlay (né en 1912), chevalier de la Légion d'honneur, capitaine d'artillerie (de réserve)[11].
- Denis de Kergorlay (1947), maire de Canisy (1985-1995), président du Cercle Interallié et de la French Heritage Society, chevalier de la Légion d'honneur[12].
- Geoffroy de Kergorlay (1952), en religion fr. Pierre-Marie, prieur de la Fraternité Saint-Dominique, communauté catholique traditionaliste.[réf. nécessaire]

## Portraits

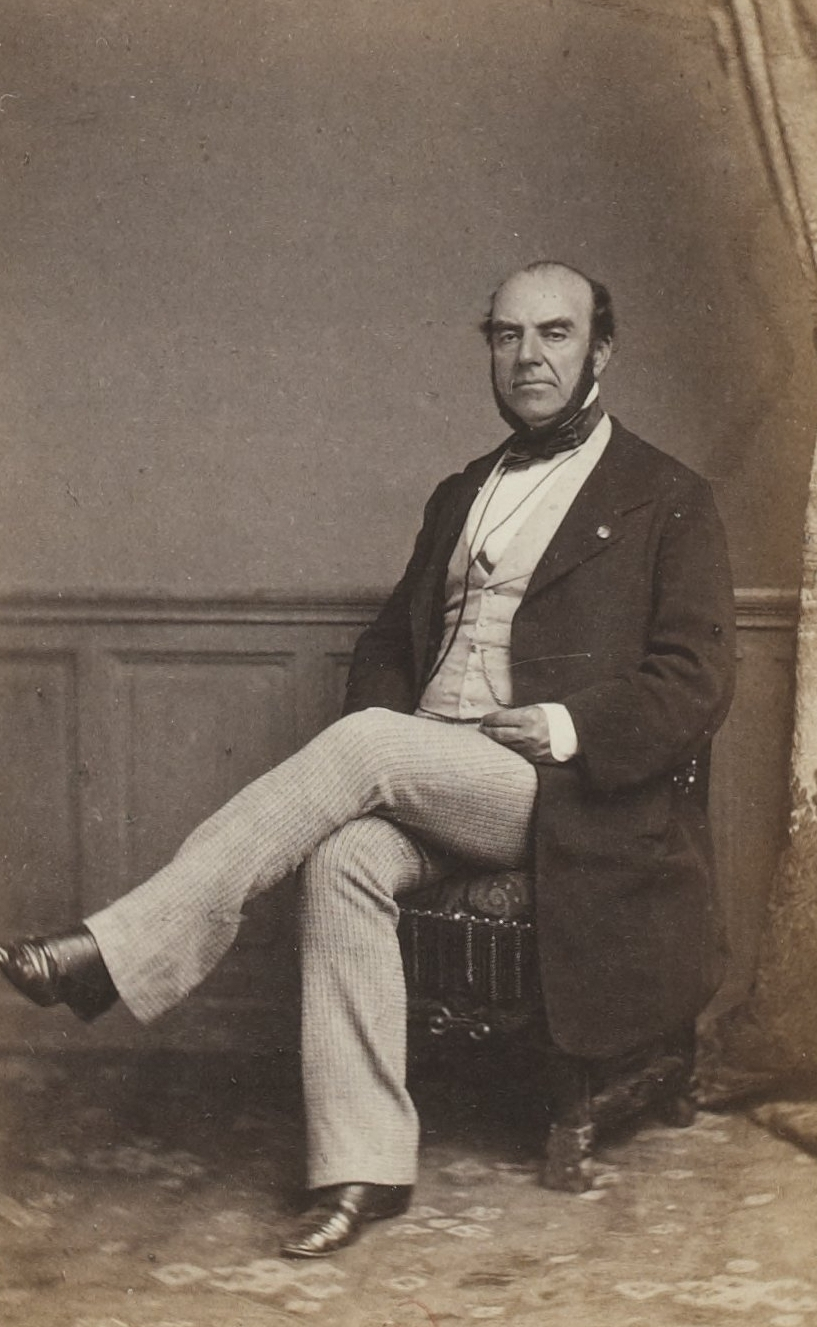
Hervé de Kergorlay (1803-1873)
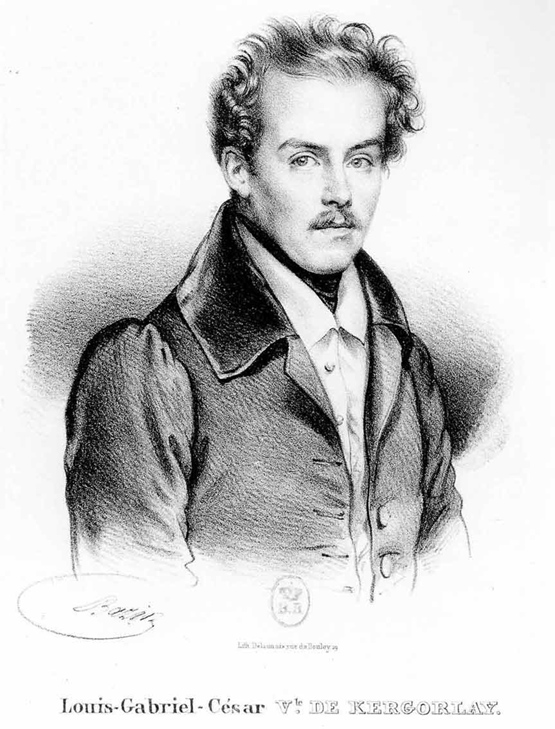
Louis de Kergorlay (1804-1880)

## Terres
Cette famille a possédé les seigneuries de Chouffe, du Cludon, du Cosquer, de Coatnouel, de Kersalaun, de Tromeneuc, de Trouzilit, de Trogoff.

## Châteaux et demeures
- Château de Canisy[13]
- Château de Castilly
- Château d'Auteuil
- Château de Cypierre
- Château de Fosseuse (de 1807 à 1903)
- Château des Barres
- Château de Septème
- Hôtel Kergorlay Langsdorff[14]

## Armes, devise et titre
| Famille de Kergorlay | Blasonnement : Vairé d'or et de gueules Devise : Ayde toi, Kergorlay, et Dieu t'aidera. |

- Baron de Kergorlay 1826 et 1829 (baron-pair de France en 1826)

## Alliances
Les alliances de la famille de Kergorlay sont : de Barbeyrac-Saint-Maurice, de Boisgelin, de Secondat de Montesquieu (1872), de Caulaincourt de Vicence (1880), de Chasteigner de La Rocheposay, de Clermont-Tonnerre, de Curel, de Gaulejac, d'Hervilly, Langlois de Rubercy, de La Rochefoucauld d'Estissac, de La Tour-Maubourg, de Liedekerke-Beaufort, de Maistre (de Vaujours), de Montalembert, de Montholon, Mouchet de Battefort de Laubespin, O'Kelly-Farrel, de Pradier d'Agrain, de Poilloüe de Saint-Périer (1874), de Clermont-Tonnerre (1905), Poute de Puybaudet, de Saint-Pern, d'Albon (1917), de Lambilly (1942), van der Cruize de Waziers (1942), de Sainte-Marie d'Agneaux (1945), de Sesmaisons (1947), de Parcevaux (1950), d'Harcourt (1951), de Talhouët de Boishorand (1961), de Verdun, de Bastard, Ract Madoux (1970), de Percin, de Moustier (2018), etc.